# Amphisbetia minuscula
Amphisbetia minuscula is een hydroïdpoliep uit de familie Sertulariidae. De poliep komt uit het geslacht Amphisbetia. Amphisbetia minuscula werd in 1919 voor het eerst wetenschappelijk beschreven door Bale. 